# Grace Perry
Grace Perry (Phoenix, Arizona, 11 de junio de 1985) es una cantante estadounidense, popular por haber pertenecido a la agrupación de death metal de Arizona Landmine Marathon.

## Carrera
Perry fundó la agrupación Landmine Marathon junto a Matt Martínez en 2004 en Phoenix. Influenciados por los británicos Napalm Death, la banda publicó algunos demos antes de lanzar al mercado su primer álbum de estudio bajo el sello Level Plane, titulado Wounded. Dos años después publicaron Rusted Eyes Awake. Gallows de 2011 recibió aclamación por la crítica. Sin embargo, un año después, Grace decidió abandonar la agrupación. Según un comunicado publicado en la página oficial de la banda, Grace salió de las filas de Landmine Marathon para dedicarse a otras cuestiones aparte de la música. En el mismo comunicado se anunció que la cantante Krysta Martínez de la banda Transient sería la reemplazante de Perry.

## Discografía

### Landmine Marathon
- Wounded (2006)
- Rusted Eyes Awake (2008)
- Sovereign Descent (2010)
- Gallows (2011)